# Ночь перед Рождеством (мультфильм, 1941)
«Ночь перед Рождеством» (англ. The Night Before Christmas) — третий эпизод серии мультфильмов «Том и Джерри». Эпизод был выпущен к Рождественским праздникам 6 декабря 1941 года. Мультфильм получил награду Американской Академии кинематографических искусств и наук.

## Сюжет
Ночь перед Рождеством. Мышонок Джерри хочет достать сыр из мышеловки, но не рискует, и отправляется изучать рождественскую ёлку, и разные рождественские подарки. Сначала мышонок корчит рожицу перед елочным шариком, облизывает карамельную трость, И встречает куклу-девочку, которая падает вниз и кричит «Мама!», затем натолкнувшись на другую игрушку плюшевого льва, Джерри, воображая, что он — дрессировщик, засовывает свою голову в рот к игрушечному зверю, затем начинает прыгать на его животе. Попрыгав на нём Джерри, вовремя понимает что лев, пищит при давлении на него. Джерри так увлёкся прыжками на животе, что не заметил, как внезапно он приземлился, на другую мягкую игрушку — на самом деле это спящий кот Том. Джерри продолжает весело прыгать, разбудив его. Разбуженный Том злобно мяукает, шипит, затем пытается, схватить мышонка, но Джерри успевает заклеить стикером бумажку с наклейкой «Не открывать до Рождества!» рот Тому. Попутно Джерри стреляет в кота из игрушечной пушки и прячется в электрической ёлочной гирлянде — стоит в пустом патроне вместо лампочки и светится, застыв. Ничего не подозревающий Том хватает Джерри, и получает удар током, мышонок же не пострадал. Джерри прячется в группе игрушечных солдат, потом Джерри уезжает от Тома на весёлом обычном игрушечном поезде, где возле железнодорожного переезда, перед Томом проезжает синий паровоз с несколькими оранжевыми вагонами и Джерри смеётся над ним, но не замечая верхнюю кромку тоннеля и ударяясь об неё, падает с поезда. После этого Том бежит за мышонком, который взял одну боксёрскую перчатку, и несколько раз ударил кота, а после этого Том берёт боксёрскую перчатку и бежит за Джерри. Во время погони, Том видит закрытую коробку и открывает её, и оказывается что внутри неё была боксёрская перчатка которая снова ударила Тома, Мышонок хихикает, но Кот замечает его и снова начинается погоня. Джерри берет листок омелы и предлагает Тому поцеловаться — по рождественскому обычаю. Когда смущённый кот целует Джерри и поворачивается к нему спиной, тот пинает его под зад. Джерри, не подумав, убегает от разъярённого кота через «почтовую щель» в двери, и выскакивает из дома наружу, прямиком на мороз и лепит снежок, и бросает в Тома через почтовую щель. Рассерженный кот баррикадирует почтовую щель, и ложится спать, но не может уснуть под звучащие церковные песни, из-за своего чувства стыда. Когда церковная песня заканчивается, Тома мучает совесть, и он открывает дверь, под веселую музыку спасая замёрзшего Джерри, уже похожего на ледянное мороженое, и размораживает его над пламенем камина. Когда Джерри приходит в себя, Том дарит ему на Рождество карамельную трость. Джерри благодарит его под весёлую музыку, и при помощи карамельной трости он прерывает питье кота, и извлекает мышеловку из блюдца с молоком Тома, возвращая должок за спасение. Тот улыбается мышонку в ответ, а затем Джерри убегает к своей норке и достаёт из мышеловки сыр всё той же карамельной тростью, используя как крюк. Вместо того, чтобы поймать Джерри, мышеловка медленно, как на клавикорде, играет Jingle Bells, а Джерри восхищенно улыбается «музыкальной мышеловке, напоминающей музыкальную шкатулку» — на такой счастливой ноте мультфильм заканчивается.